# Эльвалид, Рихаб
Рихаб Эльвалид (араб. رحاب الوليد‎; род. 14 июня 1998, Кебили) — тунисская лучница, выступающая в соревнованиях по стрельбе из олимпийского лука. Серебряный призёр Африканских игр 2019 года, участница Олимпийских игр 2020 года.

## Биография
Рихаб Эльвалид родилась 14 июня 1998 года.
Владеет арабским, английским и французским языками.

## Карьера
Эльвалид занимается стрельбой из лука в клубе  «Jemna Shooting Club». Её тренером по сборной является Бурхан Бусалама.
На Африканских играх 2019 года, которые проходили в марокканском Рабате, Рихаб Эльвалид в предварительном раунде заняла восемнадцатое место с 486 очками. Она была вынуждена начинать с первого раунда, где победила со счётом 6:0 марокканку Лубну Фарфра, а затем со счётом 6:2 оказалась точнее второй сеяной, египтянки Рим Мансур. В четвертьфинале её соперницей стала марокканка Марьем Замхах, поединок завершился со счётом 7:3 в пользу тунисской лучницы. В полуфинале Эльвалид удалось победить южноафриканку Катарину Уайтхед со счётом 6:4, но в матче за золото она уступила ивуарийке Эсмей Диомбо (1:7) и стала серебряным призёром. Также Эльвалид вместе с Мохамедом Хаммедом участвовали в миксте. В первом матче они победили лучников из Зимбабве со счётом 5:3, но затем уступили египтянам (2:6).
Успешное выступление на Африканских играх в Рабате позволило Тунису получить путёвки на Олимпийские игры 2020 в Токио, которые состоялись в 2021 году из-за пандемии коронавируса. В рейтинговом раунде Рихаб Эльвалид заняла 59-е место с 609 очками. В индивидуальных соревнованиях она попала на мексиканку Аиду Роман и выиграла у неё первый сет, однако уступила в трёх следующих и завершила выступления. В основных соревнованиях в миксте тунисской сборной выступить не удалось, так как по результатам рейтингового раунда команда не вошла в число 16 лучших, заняв 28-е место.